# 大炊御門經久
大炊御門經久（1781年11月1日—1859年8月8日），是江戶時代後期的公卿；也是藤原北家清華家的大炊御門家當主。

## 生涯
大炊御門經久在天明元年（1781年）出生，是父母大炊御門家孝及三條氏（三條季晴女）的長子。天明二年敘從五位下，後在寬政元年（1789年）昇敘從三位，位列公卿。經任侍從、右近衛權少將、左近衛權中將後，在寬政十年（1798年）就任權中納言。
後來他也當過踏歌節會外辯和內辯、權大納言。文政七年（1824年）短暫擔任內大臣，後轉任右大臣，安政四年（1857年）辭職，到安政六年（1859年）逝世，享年77歲。
| 王位覬覦者          | 王位覬覦者                          | 王位覬覦者          |
| ------------------- | ----------------------------------- | ------------------- |
| 前任： 大炊御門家孝 | 大炊御門家當主                      | 繼任： 大炊御門經長 |
| 官衔                |                                     |                     |
| 前任： 九條尚忠     | 內大臣 1824年2月4日－1824年6月14日  | 繼任： 久我通明     |
| 前任： 近衛忠熙     | 右大臣 1857年1月29日－1857年3月3日  | 繼任： 鷹司輔熙     |
| 军职                |                                     |                     |
| 前任： 三條公修     | 右大將 1821年5月13日－1824年6月14日 | 繼任： 久我通明     |